# Alistilus
Alistilus es un género de plantas con tres especies perteneciente a la familia Fabaceae. Es originario de Madagascar.

## Taxonomía
El género fue descrito por Nicholas Edward Brown y publicado en Bulletin of Miscellaneous Information Kew 1921(8): 294–295. 1921. La especie tipo es: Alistilus bechuanicus N.E.Br.	

## Especies aceptadas
A continuación se brinda un listado de las especies del género Alistilus aceptadas hasta julio de 2011, ordenadas alfabéticamente. Para cada una se indica el nombre binomial seguido del autor, abreviado según las convenciones y usos.
- Alistilus bechuanicus N.E.Br.
- Alistilus jumellei (R.Vig.) Verdc.
- Alistilus magnificus Verdc.